# Семеняка, Александр Николаевич
Семеняка Александр Николаевич (род. 1965) — российский финансист, до 20 апреля 2015 года— генеральный директор ОАО «Агентство по ипотечному жилищному кредитованию».

## Биография
Родился 19 июля 1965 года в Москве.
В 1987 году с отличием окончил Московский государственный университет имени М. В. Ломоносова по специальности «Прикладная математика», в 1990 году — Высшие курсы иностранных языков при МВЭС СССР, в 1991 году — Школу Международного бизнеса ВНИКИ при МВЭС СССР. В 1999 году Семеняке А. Н. присуждена учёная степень кандидата экономических наук.
С 1992 года по 1995 год являлся президентом АО «Анализ, Консультации и Маркетинг». АО «АК&М» стало первым участником рынка, предложившим и внедрившим на практике внебиржевую систему котировок акций. На тот момент ещё не была организована биржа, но уже возникла публичная информация в виде бюллетеня, по которому стали котироваться ценные бумаги. В дальнейшем брокерами была сформирована РТС.
С 1994 года по 1996 год работал в должности президента ОАО «Федеральная Фондовая Корпорация». Под его руководством были запущены первые специализированные денежные аукционы, а также сформирована методическая база по их проведению. На указанных аукционах Российский фонд федерального имущества (РФФИ) начал продавать акции компаний, распределяя их между российскими инвесторами. По всей стране были организованы пункты приема заявок. В отличие от первого этапа приватизации, где в качестве платежного средства использовались ваучеры, впервые стали использоваться деньги.

### Деятельность в «Газпроме»
С февраля по июнь 1996 года Семеняка занимал пост генерального директора ЗАО "Инвестиционная компания «Горизонт». По приглашению Евгении Селиховой компания Семеняки создала и поддерживала вторичный рынок акций ОАО «Газпром». В качестве финансового консультанта ОАО «Газпром» она размещала на зарубежных рынках ADR российского газового гиганта.
С июня 1996 года по апрель 2002 года Семеняка — Член Правления, начальник Департамента ценных бумаг и долгосрочного финансирования, начальник Департамента корпоративного финансирования ОАО «Газпром». В газовой монополии Семеняка курировал рынок акций компании. Он стал одним из авторов системы, которая не позволяла нерезидентам приобретать акции ОАО «Газпром» на российском фондовом рынке с целью защиты акций от скупки иностранцами по низкой цене. В 2001—2002 гг. входил в состав рабочей группы, созданной Указом Президента Российской Федерации, по отмене указанных ограничений, в результате чего капитализация ОАО «Газпром» значительно выросла. Под началом Семеняки были организованы биржевые торги акциями, состоялось первое размещение акций ОАО «Газпром» за рубежом. Впервые начали привлекаться кредиты, обеспеченные залогом экспортной выручки.
Масштабный проект в период деятельности Семеняки в ОАО «Газпром» — финансирование строительства газопровода «Голубой поток», предназначенного для поставок российского природного газа в Турцию через акваторию Чёрного моря. Важность и сложность реализации данного проекта заключалась в организации его финансирования в условиях экономического кризиса 1998 года. Кроме этого, Семеняка осуществлял организацию финансирования совместного проекта ОАО «Газпром» и англо-голландской компании Royal/Dutch Shell в Китае в 2004 г. по строительству газопровода «Запад — Восток».
Алексей Миллер характеризовал Семеняку как «авторитетного специалиста фондового рынка»: «последние шесть лет он эффективно руководил одним из важнейших направлений деятельности „Газпрома“, и мы высоко оцениваем его вклад в развитие компании».

### Деятельность в АИЖК
С апреля 2002 года по 20 апреля 2015 года был генеральным директором ОАО «Агентство по ипотечному жилищному кредитованию». Под руководством Семеняки АИЖК построила региональную сеть партнеров, внедрила стандарты кредитования и создала двухуровневую систему рефинансирования ипотечных кредитов с участием государства. Под руководством Семеняки был осуществлен первый в истории российского рынка выпуск ипотечных ценных бумаг и их размещение на ММВБ.
На сегодняшний день Агентство является ключевым оператором по реализации национального проекта «Доступное и комфортное жилье — гражданам России» и одним из основных государственных институтов развития.
В 2011 году «за вклад в развитие российского рынка ипотечного кредитования» был признан «Персоной года». 
Семеняка также был:
- членом наблюдательного совета ОАО «Агентство по ипотечному жилищному кредитованию»[15]
- членом межведомственной рабочей группы по приоритетному национальному проекту «Доступное и комфортное жилье — гражданам России» при Совете при Президенте Российской Федерации по реализации приоритетных национальных проектов и демографической политике,
- членом Комиссии по развитию рынка доступного жилья при Совете при Президенте Российской Федерации по реализации приоритетных национальных проектов и демографической политике,
- членом Попечительского совета Московской школы экономики МГУ имени М. В. Ломоносова

## Семейное положение
Женат. Имеет троих детей.